# Coesit
Coesit là một dạng biến thể đồng hình của thạch anh có công thức hóa SiO2, dạng này được hình thành ở áp suất rất cao (2–3 gigapascal), và nhiệt độ cao trung bình (700 °C hay 1.300 °F). Coesit được Loring Coes, Jr. tổng hợp đầu tiên tại công ty Norton năm 1953.